# Gustawa Jasiewicz
Gustawa Jasiewicz (ur. 1865 – zm. 7 czerwca 1930 r. w Pruszkowie) – polska nauczycielka, organizatorka i kierowniczka pruszkowskiej Szkoły Kolejowej.
Absolwentka Uniwersytetu Latającego w Warszawie. Przez całe swe życie zawodowe była związana z pruszkowską szkołą kolejową, która została założona  z inicjatywy Stanisława Michalskiego przy Warsztatach Kolejowych Kolei Warszawsko-Wiedeńskiej w Pruszkowie w 1900 roku. W latach 1900–1930 była nauczycielką i kierowniczką tej szkoły, oraz posiadaczką koncesji na jej prowadzenie. Początkowo była to dwuklasowa szkoła powszechna. Uczęszczały do niej dzieci robotników kolejowych. Dzięki jej energii od 1906 szkołę sukcesywnie rozbudowywano, w porównaniu do innych szkół kolejowych w Królestwie była znakomicie wyposażona. Posiadała m.in. aparat do przezroczy, tellurium, zestaw atlasów, zbiór obrazów, salę śpiewu z pianinem, pracownię robót ręcznych, salę gimnastyczną, gabloty z owadami, warsztaty stolarskie. Początkowo mieściła się w tzw. „Papierni" przy ul. Długiej 1, następnie w specjalnie zaadaptowanym budynku w Żbikowie przy ul. Szkolnej 14.  Bardzo starannie dobierano także do niej personel pedagogiczny. Wraz z rozbudową zmienił się charakter szkoły, która ze szkoły początkowej stała się 7-klasową szkołą powszechną. Prowadzona przez Gustawę Jasiewicz szkoła miała ambicje wzorowej szkoły powszechnej. Często odwiedzały ją wycieczki nauczycieli, a także znani działacze społeczno-oświatowi, m.in: Jadwiga Dziubińska, Aniela Szycówna, Stanisław Wojciechowski, Romuald Mielczarski. Od 1905 roku, za zezwoleniem władz carskich wydanym dla prywatnych szkół w Królestwie Polskim, prowadzono w niej nauczanie w języku polskim. Prowadzeniem i finansowaniem placówki od tego momentu zajmowało się Towarzystwo „Jedność”, ściśle związane z Droga Żelazną Warszawsko-Wiedeńską. Gdy władze carskie w 1912 roku znacjonalizowały Drogę Żelazną Warszawsko-Wiedeńskiej, a co za tym idzie w szkole wprowadzono obowiązek nauczania w języku rosyjskim, nauczyciele podjęli się nauczania języka polskiego, historii i geografii na tajnych kompletach. Jako kierowniczka placówki Gustawa Jasiewicz dbała o jej polski charakter, co szczególnie ważne było po przejęciu kolei w Królestwie przez rząd rosyjski. Wspierała także czynnie ideę strajku szkolnego w latach 1905-1907. Podczas I wojny światowej w latach 1915-1918 wraz z personelem szkoły została przymusowo ewakuowana w głąb Rosji – do Połtawy, gdzie przez 3 lata była czynna jako szkoła dla dzieci polskich kolejarzy w Rosji. Do Polski powróciła wraz ze szkołą po odzyskaniu niepodległości. Po krótkiej przerwie w 1919 wznowiono zajęcia we własnym budynku który stanowił wyremontowany dawny szpital kolejowy przy ul. Długiej nr 3 (obecnie ul. Broniewskiego). W okresie międzywojennym szkoła otrzymała nazwę „byłej Kolejowej". Uczęszczały do niej dzieci kolejarzy a także z rejonu osiedli pruszkowskich takich jak Żbików, Żbikówek, Bąki, Konotopa, Piastów,